# Чернореченская улица (Самара)
Черноре́ченская — улица в Железнодорожном и Ленинском районах города Самары. Начинается от ул. Спортивной в районе ЦУМа, пересекает улицы Григория Аксакова, Базарную, Владимирскую, Клиническую, Дачную, Осипенко, заканчивается улицей Киевской в районе рынка «Караван». Общая протяжённость 2 километра.

## История
Появляется на картах Самары в начале XX века между улицами Владимирской и Дачной.

## Здания и сооружения
- 12 — общежитие Трамвайно-троллейбусного управления
- 15 — бывший кинотеатр «Россия»[2][3]
- 21 — бывший институт «Промзернопроект», 5-этажное офисное здание, магазины
- 30 (Клиническая, 41) — 4-этажное торгово-офисное здание
- 36 — областной реабилитационный центр для детей и подростков с ограниченными возможностями
- 38 — супермаркет. Здание строилось для универсама «Мичуринский», который открылся в 1992 году.
- 43 — детский сад № 300 (открыт в 1985 году)
- 45 — детский сад № 267 (открыт в 1980 году)
- 50 — офисное здание, магазины
- 55 — здание 4-й пожарной части (ныне — пожарная часть № 1 Ленинского района), построено в 1914 году при участии Зельмана Клейнермана, Дмитрия Вернера и Георгия Мошкова.
- 67 — средняя общеобразовательная школа № 25 с углубленным изучением отдельных предметов им. сестёр Харитоновых (здание 1984 года)[4]

## Транспорт
- Трамвай (на участке от ул. Клинической до ул. Киевской) маршруты 3, 15, 18.
- Станция метро «Московская» в 700 метрах от окончания ул. Чернореченской.